# Euproctis habbema
Euproctis habbema är en fjärilsart som beskrevs av Collenette 1955. Euproctis habbema ingår i släktet Euproctis och familjen tofsspinnare. Inga underarter finns listade i Catalogue of Life.